# 曼哈頓 (伊利諾伊州)
曼哈頓（英語：Manhattan）是位於美國伊利諾伊州威爾縣的一個村落。

## 地理
曼哈頓的座標為41°25′19″N 87°58′52″W / 41.42194°N 87.98111°W，而該地最高點為海拔高度208米（即682英尺）。

## 人口
根據2010年美國人口普查的數據，曼哈頓的面積為17.06平方千米，當中陸地面積為17.06平方千米，而水域面積為0.00平方千米。當地共有人口7051人，而人口密度為每平方千米413人。